# Jan Brustman
Jan Brustman (ur. 21 stycznia 1934, zm. 6 sierpnia 2007 w Warszawie) – polski szachista i trener szachowy.

## Życiorys
Posiadał tytuł kandydata na mistrza, który otrzymał w 1978 roku. Dwa lata później ukończył studia w Akademii Wychowania Fizycznego w Warszawie, a następnie studia podyplomowe i zdobył uprawnienia trenerskie. Przez kolejne kilkadziesiąt lat zajmował się szkoleniem młodych szachistów, był również organizatorem wielu imprez i turniejów szachowych, działalnością tą w pełni zajmując się po przejściu na emeryturę. Był w Warszawie prekursorem masowych imprez dla dzieci.
Wielokrotnie startował w mistrzostwach Polski energetyków, zajmując wysokie lokaty (np. V miejsce w roku 2003). Do wychowanków Jana Brustmana należały m.in. jego córki Agnieszka Brustman (arcymistrzyni, w drugiej połowie lat 80. czołowa szachistka świata, wielokrotna mistrzyni Polski) i Edyta Brustman-Gawarecka (finalistka MP z 1988 r.), natomiast pierwsze kroki w jego szkółkach stawiali późniejsi mistrzowie międzynarodowi Marcin Krysztofiak, Krystian Kuźmicz i Arkadiusz Leniart oraz Kinga Pastuszko i wielu innych.